# Voetbalkampioenschap van Midden-Elbe 1911/12
In 1911/12 werd het zevende voetbalkampioenschap van Midden-Elbe gespeeld, dat georganiseerd werd door de Midden-Duitse voetbalbond. FuCC Cricket-Viktoria 1897 Magdeburg werd kampioen en plaatste zich voor de Midden-Duitse eindronde. De club versloeg SK Minerva 1909 Wittenberge met 12-1 en verloor dan met 4-3 van Hallescher FC Wacker. 

## 1. Klasse
| Plaats | Club                                 | Wed. | W | G | V | Saldo | Ptn. |
| ------ | ------------------------------------ | ---- | - | - | - | ----- | ---- |
| 1.     | FuCC Cricket-Viktoria 1897 Magdeburg | 10   | 7 | 1 | 2 | 47:12 | 15:5 |
| 2.     | Magdeburger FC Viktoria 1896         | 10   | 6 | 0 | 4 | 38:17 | 12:8 |
| 3.     | Magdeburger SC Germania 1898         | 10   | 5 | 1 | 4 | 38:27 | 11:9 |
| 4.     | Magdeburger SC 1900                  | 10   | 3 | 3 | 4 | 19:26 | 9:11 |
| 5.     | BFC Preußen 1902 Burg                | 10   | 4 | 1 | 5 | 11:45 | 9:11 |
| 6.     | FC Wacker Magdeburg                  | 10   | 1 | 2 | 7 | 15:41 | 4:16 |

|  | Kampioen, geplaatst voor Midden-Duitse eindronde |
|  | Deelname promotie-degradatie play-off            |

## Promotie-degradatie play-off
|             |                     |       |                        |  |
| 7 juli 1912 | FC Wacker Magdeburg | 2 – 1 | FC Eintracht Magdeburg |  |
| 7 juli 1912 |                     |       |                        |  |

De wedstrijd werd tijdens de tweede helft door Wacker stopgezet. Later werd bekend dat er een niet-speelgerechtigde speler opgesteld werd bij Wacker. Hierdoor werd beslist om de club terug te zetten naar de 2. Klasse, Eintracht profiteerde hier echter niet van en bleef ook in de 2. Klasse. 